# Сиг (озеро)
Сиг — озеро в Осташковском районе Тверской области, примерно в 6 километрах к югу от Осташкова. Площадь — 27,3 км², площадь водосборного бассейна — 96,3 км². Высота над уровнем моря — 219 метров.
Озеро имеет овальную форму, слегка вытянуто с северо-запада на юго-восток. Берега озера невысокие, слабо изрезанные. Восточный берег заболочен, западный более сухой. На северном и западном берегах несколько деревень, на озере несколько островов.
В озеро впадает несколько ручьёв, из северо-восточной части озера вытекает маленькая речка Сиговка, впадающая через 8,2 километра в Селижаровский плёс Селигера.
Озеро Сиг богато рыбой, пользуется популярностью у любителей рыбной ловли. Преобладает подлещик 200—400 грамм, мелкий ёрш, попадается лещ. Из хищных рыб в озере наиболее часто встречается щука. Клёв довольно стабилен на протяжении всей зимы.
26.07.1941 в озеро упал самолёт Douglas DC-3. Транспортный самолёт без прикрытия уходил на низкой высоте от атакующих его мессершмиттов, зацепился за воду и утонул. Из 17 человек спаслись 10. В настоящий момент самолёт находится на дне озера, используется в качестве рэка.